# Day Heights
Day Heights – jednostka osadnicza w Stanach Zjednoczonych, w stanie Ohio, w hrabstwie Clermont.